# 組織員額精簡
在高度競爭的環境中，組織員額精簡（Downsizing）被公、私部門廣為運用，是組織重組、提高績效、減少開支與降低成本最有效的管理方式。
組織員額精簡係指組織有計畫地裁減組織中的職位及工作，又可稱為「減肥措施」（To Cut Out the Fat）或「整簡」（To Get Lean and Mean），其類似說法有「有效縮減組織人力」（Reduction in Force）、「縮減人事甄選」（Deselecting）、「改善精簡」（Resizing）、「減少引進新進人員」（Derecruiting）等。
簡言之，組織員額精簡具有下列特性：
- 具有意圖的人為活動。
- 方式不僅只有人事縮減，但人事縮減卻是最重要的部分。
- 焦點集中於促進組織績效的提升。
- 有意或無意地影響到工作程序。

## 實際作法
在實施組織員額精簡的行動時必須注意到數項作法，才能達到預期效果：
- 參酌具體實際案例與經驗。
- 主動與員工溝通並給予意見表達機會。
- 提供多種權益補償方案讓被精簡員工自行選擇。
- 安排與被精簡員工面談，一方面暸解其需求，一方面感謝其過去的貢獻，並聽取其對機關或政策之意見。
- 安置與協助被精簡員工，提供實質上之幫助。
- 短程策略（精簡）與長程策略（人力資源規劃與發展）並行。
- 爭取內、外部環境的認同與支持。

## 派生原則
組織員額精簡雖帶給組織相當績效，但其負面效應必須特別重視，否則將陷組織於無可挽救的地步，有幾項派生原則應予注意：
- 非齊頭式精簡。
- 階段性精簡。
- 精簡配套措施必須完善。
- 較適宜於經濟繁榮時實施。
- 精簡規劃必須以系統性、綜觀的角度來衡量實施策略。
- 員額應秉「當減則減、當增則增」的原則進行，此為「合身」（Rightsizing）的本意。

## 外部連結
- CASE No.: 2001-ERA-19 A case before the U.S. Department of Labor, wherein the terms RIF, IRIF, and VRIF are commonly used.
- APPENDIX D; GLOSSARY OF TERMS A glossary in a U.S. Department of Energy document that includes brief definitions of RIF, IRIF, and VRIF.
- UK Redundancy Legal Rights UK specific information on the legal rights of those being made redundant.
- Airline Industry Layoffs - by Patrick Smith